# درة زرقاء الوجه
تُعرف الدُّرَر الزرقاء الوجه (المفرد: دُرَّة زرقاء الوجه) عادةً بأنها نوعان صغيران من الببغاوات الأصيلة في أستراليا وتصنف ضمن جنس درة نورث (الاسم العلمي: Northiella)، وهي الدرة الشرقية زرقاء الوجه (N. haematogaster غولد، 1838) ودرة ناريثا زرقاء الوجه (N. narethae ه. ل. وايت، 1921).
سمي الجنس تكريمًا لعالم الطيور الأسترالي ألفرد جون نورث.